# دانشگاه انوراگ
 دانشگاه آنوراگ یک دانشگاه خصوصی است که در ونکاتاپور، منطقه مدچال-مالکاجگیری، حیدرآباد، تلانگانا، هند واقع شده‌است. این دانشگاه در سال ۲۰۲۰ تأسیس شد و یکی از اولین دانشگاه‌های خصوصی در ایالت تلانگانا است. این مؤسسه در حال حاضر ۱۵ دوره کارشناسی، ۱۰ دوره کارشناسی ارشد و ۹ دوره دکترا را از طریق دانشکده‌های مهندسی، مدیریت، داروسازی، کشاورزی و علوم پزشکی ارائه می‌دهد.
این دانشگاه در بخش شرقی حیدرآباد در زمینی با وسعت حدود ۱۰۰ هکتار تأسیس شده‌است.